# 13477 Utkin
13477 Utkin este un asteroid din centura principală de asteroizi.

## Descriere
13477 Utkin este un asteroid din centura principală de asteroizi. A fost descoperit pe 5 noiembrie 1975 la Observatorul de Astrofizică din Crimeea de Liudmila Cernîh. Asteroidul prezintă o orbită caracterizată de o semiaxă mare de 2,45 ua, o excentricitate de 0,14 și o înclinație de 8,5° în raport cu ecliptica.